# Little Haiti

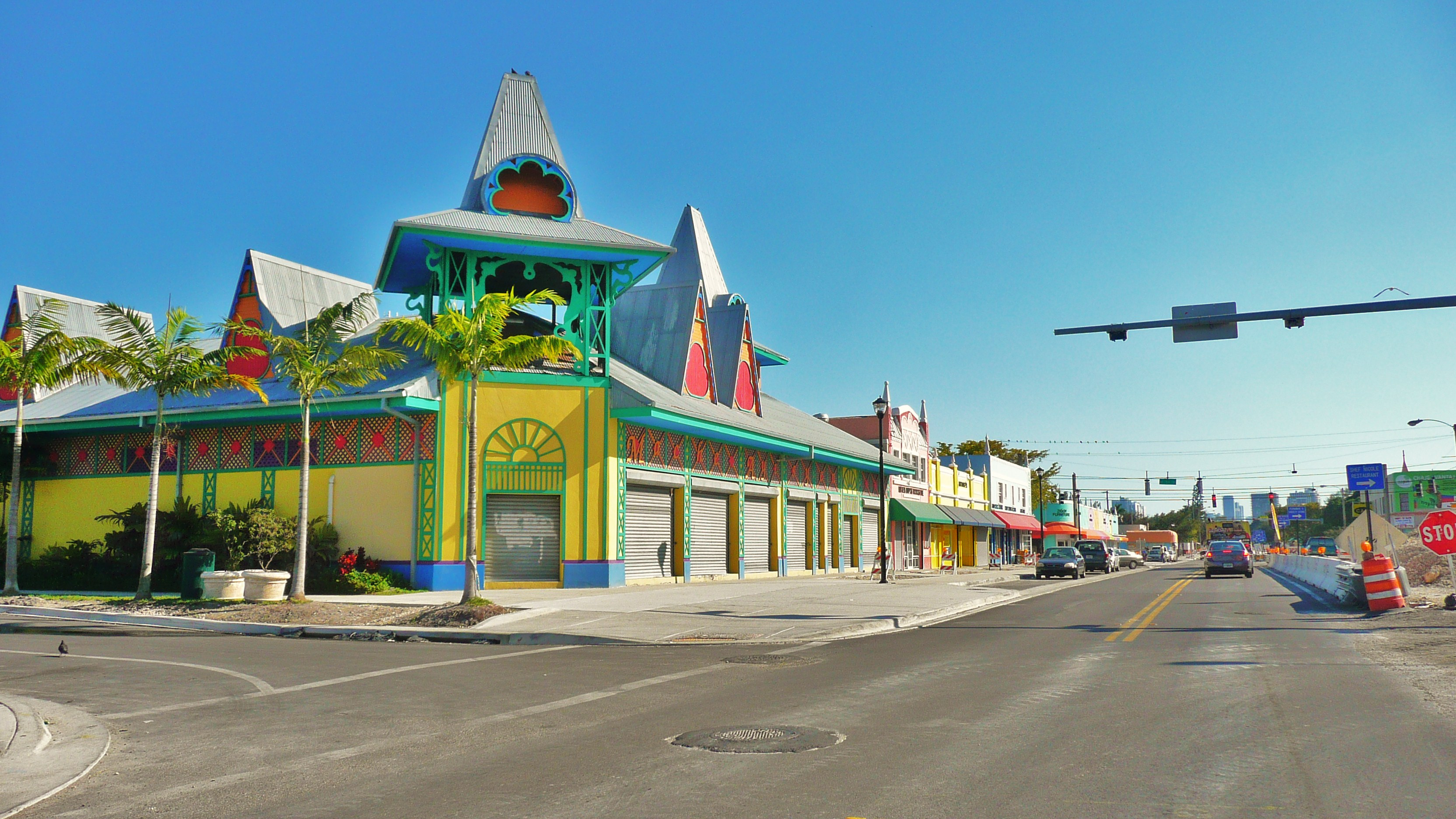
Little Haiti

Little Haiti (franc. Petite Haïti, pol. Małe Haiti) – dzielnica miasta Miami, na Florydzie w Stanach Zjednoczonych. Zamieszkiwana głównie przez Haitańczyków oraz innych imigrantów z krajów francuskojęzycznych.
Jest położone na współrzędnych geograficznych 25°49′27,786″N 80°11′26,560″W/25,824385 -80,190711.